# Казанская церковь подворья Казанского Вышневолоцкого монастыря
Церковь Каза́нской ико́ны Бо́жией Ма́тери подворья Казанского Вышневолоцкого монастыря (Малый проспект Петроградской стороны, д. 69/Подрезова ул., д. 14) — утраченный православный храм в Санкт-Петербурге.

## История
Подворье было построено на месте участка с деревянным домом, который его владелец М. Ф. Уткин, хозяин ресторана «Вена», пожертвовал монастырю в 1907 году.
30 ноября (12 декабря) 1908 года здесь была освящена деревянная часовня, построенная по проекту епархиального архитектора А. П. Аплаксина. 20 ноября (2 декабря) 1910 года на месте деревянной часовни была возведена каменная в честь рождения цесаревича Алексея. Также был построен четырёхэтажный дом для монахинь.
19 ноября (1 декабря) 1910 года состоялась закладка каменной церкви, проект которой составил архитектор А. П. Аплаксин. 30 ноября (12 декабря) 1912 года храм был освящён. 11 (24) ноября 1913 года был освящён последний придел Преподобномучеников Андрея Стратилата и Евгении.
6 июня 1923 года храм, ставший в 1919 году приходским после упразднения подворья, был закрыт. В конце 1920-х годов по проекту инженера Ф. А. Лыхина подворье было капитально (почти до неузнаваемости) перестроено в стиле конструктивизма в жилой дом (общежитие), здание сохранилось.

## Архитектура, убранство
Белокаменный (оштукатуренный) храм был построен в псковском стиле XV века. Его стены слабо декорированы. Окна узкие, арочные (щелевидные и строенные). Главный фасад завершала ломаная кровля, церковь венчал луковичный купол на невысоком барабане. Над северным фасадом поднималась звонница. Впервые в Петербурге, храм имел наружные фрески, исполненные Вишневецким. Внутри храм был перекрыт куполом. Образа и росписи внутри храма выполнили сёстры обители. Роспись храма была уникальна для города на тот момент.
В современном здании с фасадной стороны угадать перестроенный храм крайне тяжело. С Подрезовой улицы флигельное здание комплекса почти не перестроено: снесена высокая ломаная крыша с куполом, однако расположение окон и ниша над воротами для иконы сохранилась.